# Theo Schumann Combo
Die Theo Schumann Combo (zeitweise auch Theo Schumann-Formation) wurde 1961 von dem Komponisten, Arrangeur und Berufsmusiker Theo Schumann gegründet. Schumann, eigentlich Jazzmusiker, wandte sich mit dieser Formation zu Beginn der sich auch in der DDR rasant ausbreitenden Beatbewegung der modernen Tanzmusik zu. Er leitete neben der Theo Schumann Combo unter anderem das Theo Schumann Orchester. Seine Formationen verbanden internationale Trends mit eigenen musikalischen Mitteln. Schumanns eigenwillige Kombination aus Beat, Schlager und Jazz, als Calypso-Twist, Beat-Mambo, Big-Beat-Shake oder Hully-Gully-Rock bezeichnet, gilt als „Urform“ der Popmusik in der DDR.

## Bandgeschichte
Gründungsbesetzung:
- Theo Schumann (Bandleader, Piano, Orgel, Saxophon)
- Achim Gutsche (Gitarre, Gesang)
- Günter Püschner (Gitarre, Gesang)
- Klaus Berger (Bassgitarre)
- Gerd Schönfelder (Schlagzeug)

Die Theo Schumann Combo war eine der ersten Beatbands, die Anfang 1965 die Möglichkeit zu Rundfunkproduktionen erhielt und die auf den 1965 veröffentlichten ersten Beatplatten der DDR Big Beat I und Big Beat II vertreten war. Zu den größten Erfolgen gehörten der Watussi-Twist, Brockenhexe und Abenddämmerung. Wie fast alle ostdeutschen Beatbands coverte auch die Theo Schumann Combo westliche Vorbilder. Im Juli 1965 produzierte der DDR-Rundfunk Sag, nie mehr, I love you zu mir, eine Version des Beatlessongs I Should Have Known Better und einen Monat später Das kann doch nicht wahr sein, die deutsche Version von The Last Time der Rolling Stones. Die Theo Schumann Combo war neben Team 4 die einzige Beatband, die das durch das XI. Plenum des ZK der SED ausgelöste harte Vorgehen der DDR-Behörden gegenüber der Beatbewegung unbeschadet überstand und auch weiterhin in den Medien präsent war. Anfang 1964 veröffentlichte das DDR-Plattenlabel Amiga die erste Single und 1969 folgte die erste Langspielplatte mit der Theo Schumann Combo.
Auch nach dem Ende der Beatbewegung hielt Theo Schumann an seinem musikalischen Konzept fest, besetzte aber die Band neu. Gutsche, Püschner und Berger verließen die Gruppe. Neu hinzu kamen Achim Türpke (Bassgitarre), Wilfried Peetz (Gitarre, Gesang) und Petko Tomanow (Flöte, Saxophon, Piano, Orgel). Weitere Umbesetzungen folgten 1973 und 1976. Zur Band gehörten außerdem Jochen Kittan (Bassgitarre), Manfred Schulz (Schlagzeug), Frank-Endrik Moll (Schlagzeug), Henry Kotowski (Gesang), Kurt Richter (Gitarre, Gesang), Bernd Bittner (Schlagzeug) und Arnfried Drache (Flöte, Saxophon). Ab Mitte der 1970er Jahre wandte sich Theo Schumann wieder dem Jazz zu, musizierte mit der Theo Schumann Combo und der Theo Schumann Jazz Formation gleichzeitig. Im Jahre 1977 produzierte die Band ihre vierte und letzte Langspielplatte. Doch ihr musikalischer Höhepunkt war bereits überschritten. Anfang 1980 widmete sich Theo Schumann ausschließlich dem Jazz. Sein letztes Konzert gab er am 26. September 1989 im Hygiene-Museum in Dresden.

## Diskografie

### Singles
- 1964: Hully Gully Party/Radebeul West (Amiga 4 50 485)
- 1966: In meinen Gedanken/Brockenhexe (Amiga 4 50 583)
- 1967: Wer war gestern bei dir/Scherben (Amiga 4 50 598)
- 1967: Pußta-Beat/Corso (Klaus Lenz-Sextett) Amiga 4 50 611
- 1967: Barcarole/Falke (Amiga 4 50 620)
- 1968: Feuerland/Wir passen gut zusammen (Kathrin & Klaus) Amiga 4 50 699
- 1968: Es war das Lächeln von Dir/Rübezahl (Amiga 4 50 708)
- 1968: Hackepeter/Was ist bloß heute los (Britt Kersten) Amiga 4 50 713
- 1968: Ein schöner Sommer ging vorbei/Bleib bis morgen (Ruth Brandin) Amiga 4 50 417
- 1969: Säbeltanz/Der schwarze Zug (Amiga 4 50 739)
- 1969: ...und sie hat gelacht/Ich hab' den Zug verpasst (Siegfried König) Amiga 4 50 740
- 1969: Bornholm (Werbeheft der Stadt Dresden mit Flexi) Cityvox, HU
- 1970: Verzeih/Fall nicht mit der Tür ins Haus (Amiga 4 50 778)
- 1970: Die Lerche/Bitte, meine Damen und Herren (Amiga 4 50 792)
- 1970: Babuschka (Werbeheft „Impressionen um Dresden“ mit Flexi) Cityvox, HU
- 1971: König Drosselbart/Guten Abend, Carolina (Amiga 4 55 817)
- 1971: War es nur ein Traum/Bernstein (Amiga 4 55 829)
- 1971: Magdalena/Sie hieß Marie (Amiga 4 55 837)
- 1971: Denk an den Sommer/Freitag nacht (Amiga 4 55 856)
- 1972: Als Sonne auf den Feldern lag/Alles bist du (Wilfried Peetz) Amiga 4 55 888

Die Theo Schumann-Combo war außerdem als Begleitband für die Interpreten Ruth Brandin (Amiga 4 50 777), Chris & Frank (Amiga 4 50 721), Harald Rudolph (Amiga 4 50 786) und Wilfried Peetz (Amiga 4 50 803) aktiv.
- 1975: Begegnung/Rosalie (Amiga 4 56 100) als „Theo Schumann-Formation“

Die Theo Schumann-Formation war außerdem als Begleitband für die Interpreten Henry Kotowsky (Amiga 4 55 995) und Christiane Ufholz (Amiga 4 56 101) aktiv.

### LPs
- 1969: Theo Schumann-Combo (Amiga 8 50 200)
- 1970: Für junge Leute: Theo Schumann-Combo (Amiga 8 55 222)
- 1971: Guten Abend, Carolina (Amiga 8 55 268)
- 1977: Tanz in Theo’s Beat-Bar (Amiga 8 55 561) als „Theo Schumann-Formation“

Außerdem sind die Theo Schumann-Combo und die Theo Schumann-Formation auf zahlreichen Amiga-Samplern mit eigenen Titeln und als Begleitband zu hören.

### CDs
- 1995: Theo Schumann-Combo (mit der Erstveröffentlichung der deutschen Fassung des Rolling-Stones-Hits Satisfaction)
- 2006: Glück und Musik – Anthologie